# Grégory Campi
Grégory Campi (Monte Carlo, 24 febbraio 1976) è un allenatore di calcio ed ex calciatore monegasco, di ruolo centrocampista.

## Carriera

### Giocatore
Cresciuto nel Monaco, ha poi militato nella squadra riserve del Lilla e nel GFC Ajaccio.
Passato al Rennes, esordisce in Ligue 1 nella stagione 1996-1997, accumulando un totale di 15 presenze.
Acquistato dal Bari, esordisce in Serie A il 16 maggio 1998, nell'ultima partita di campionato contro il Napoli, terminata 2-2.
Trascorsi alcuni anni tra Canada e Francia, nel 2000 torna in Italia, alla Fidelis Andria, nel campionato di C2. Passa quindi ai Montreal Impact e infine al Lilla, dove gioca 2 partite in Ligue 1, per poi essere assegnato alla squadra riserve.
Dopo una stagione in Prima Divisione belga al La Louvière, termina la carriera in Serie C2 alla Sanremese.

### Allenatore
Dopo il ritiro entra nei quadri tecnici del Monaco: nel 2011 è nominato allenatore della terza squadra monegasca, con la quale nel 2015 conquista la promozione nella DHR (Division Honor Regional), sesta divisione del calcio francese. Nell’ottobre 2017 porta il Monaco 3 in CFA2 (Championnat de France amateur 2), quinto livello nazionale, e viene insignito dal principe Alberto II del Distintivo d'Onore del Principato di Monaco.
Il 22 gennaio 2019 viene chiamato ad allenare il Pro Piacenza, militante nel girone A di Serie C, in sostituzione del dimissionario Riccardo Maspero: di fatto tuttavia non entra mai in carica, poiché la sua posizione contrattuale non viene formalizzata, nonché a seguito della sospensione a tempo indeterminato decretata l'indomani dalla Lega Pro a carico del club rossonero (oberato di debiti, privo di fideiussione e di adempimenti amministrativi e con l'organico ridotto al minimo dalle defezioni).

## Palmarès

### Club

#### Competizioni nazionali
- Voyageurs Cup: 1

Montreal Impact: 2002